# Rancho Alegre d'Oeste
Rancho Alegre d'Oeste è un comune del Brasile nello Stato del Paraná, parte della mesoregione del Centro Ocidental Paranaense e della microregione di Goioerê.